# Національний олімпійський комітет Північної Македонії
Олімпійський комітет Республіки Македонії (мак. Македонски олимписки комитет) — національний олімпійський комітет Македонії. У зв'язку з диспутом щодо назви МОК офіційно визнає державу виключно під назвою Колишня Югославська Республіка Македонія.

## Історія
Комітет було створено 1992 року, офіційно він був визнаний міжнародним олімпійським комітетом в 1993 році. Це — 195-ий національний олімпійський комітет. Штаб-квартира розташована у Скоп'є.
Президентом комітету є Василь Тупурковски.